# ناتشو إنسا
ناتشو إنسا (بالإسبانية: Ignacio Insa Bohigues)‏ (9 يونيو 1986 بكوكينتاينا في إسبانيا - ) هو لاعب كرة قدم إسباني في مركز الوسط. لعب مع أنطاليا سبور وريال سرقسطة وسلتا فيغو ونادي ألكوركون ونادي إيبار ونادي فالنسيا ونادي فياريال ونادي فياريال ب وفالنسيا ميستايا.

## روابط خارجية
- ناتشو إنسا على موقع اتحاد تركيا (لاعب) (الإنجليزية)
- ناتشو إنسا على موقع قاعدة بيانات كرة القدم.إي يو (الإنجليزية)
- ناتشو إنسا على موقع ناشيونال فوتبول تيمز (الإنجليزية)
- ناتشو إنسا على موقع Soccerbase.com (لاعب) (الإنجليزية)
- ناتشو إنسا على موقع Soccerway.com (الإنجليزية)
- ناتشو إنسا على موقع عالم كرة القدم.نت (الإنجليزية)
- ناتشو إنسا على موقع AS.com (الإسبانية)